# 卡塔尔国徽
卡塔爾國徽啟用於2022年，取代在1976年採用的原國徽。
卡塔爾原國徽为圆形。外圓由白栗色塊成鋸齒狀上下平分，與國旗设计相似。其上半部書有阿拉伯語「卡塔爾國」，下半部書有英語國名（State of Qatar）。中間的黃色圓则繪有漂在海上的阿拉伯帆船与岸上的两棵棕櫚樹，下方架着兩把相交的阿拉伯彎刀。
2022年9月15日，卡塔爾首相兼內政大臣哈立德·本·哈利法·本·阿卜杜勒·阿齊茲·阿勒薩尼在卡塔爾國家博物館發布卡塔爾的新國徽。新國徽於即日起啟用，代替1976年啟用的舊國徽。新國徽将原国徽的圆形装饰与国名删去，保留并重新设计其中的帆船、棕櫚樹、大海与彎刀四要素，图案配色为全栗色。